# 新治村 (茨城県新治郡2006年)
新治村（にいはりむら）は、かつて茨城県南部にあった村である。

## 地理
- 東京から60km
- 土浦市、つくば市、かすみがうら市、石岡市と隣接

## 歴史
- 1889年4月1日 - 町村制が施行され新治郡藤沢村、斗利出村、筑波郡山ノ荘村設置
  - 藤沢村 ← 藤沢村，大畑村，上坂田村，下坂田村，虫掛村
  - 斗利出村 ← 高岡村，田土部村（たどへむら），田宮村，沢辺村，藤沢新田
  - 山ノ荘村 ← 大志戸村，小高村，小野村，東城寺村，永井村，本郷村
- 1896年3月29日 - 筑波郡山ノ荘村、新治郡へ編入
- 1938年6月1日 - 藤沢村の一部（大字虫掛）が土浦町（現土浦市）へ編入
- 1955年7月27日 - 藤沢村、斗利出村、山ノ荘村が対等合併、新治村となる。
- 2006年2月20日 - 土浦市へ編入。

これ以前に、同名の（旧）新治村が、1954年3月20日に合併して千代田村（町制施行して千代田町、現かすみがうら市）となるまで存在した。

## 産業

### 農業
- みかんの栽培の北限、りんご栽培の南限である筑波山麓の南に位置し、ナシ、ブドウ、クリ、カキが特産である。

### 工業
- 村の南部に東筑波新治工業団地がある。

### 商業
- 村の南部に新治ショッピングセンター「さん・あぴお」がある。（核テナント：エコス）

### 観光
- 朝日峠：スカイスポーツ（ハンググライダー・パラグライダー）が盛ん。
- 竜ヶ峰の桜並木：約700本。
- 向上庵のしだれ桜：天然記念物、樹齢約300年・高さ10m。（2011年9月に台風被害で折損）
- 鷲神社のからかさ万灯：無形民俗文化財（毎年8月15日）
- 日枝神社の流鏑馬まつり：日本三大山王流鏑馬（毎年4月第1日曜日）
- 大果樹園群：茨城県道199号小野土浦線沿いに集中しており、別名フルーツラインと呼ばれる。

## 村政
- 村長：完賀浩光
- ゴミ回収では徹底した分別を行っており、回収は色別の籠を使っている。

### 合併
土浦市との合同合併協議が不調だったため、つくば市との合併を検討していたが、合併特例法期限内の合併は難しかったため、再度土浦市との合併協議会を設置し協議。2006年2月20日、土浦市に編入された。

## 地域

### 教育
- 新治村立
  - 新治中学校
  - 藤沢小学校
  - 山ノ荘小学校
  - 斗利出小学校

## 交通

### 鉄道
村内を鉄道路線は走っていない。鉄道を利用する場合の最寄り駅は、JR東日本常磐線土浦駅。なお、1987年まで筑波鉄道筑波線が走っており、坂田駅、常陸藤沢駅、田土部駅が設置されていた。

### 道路
高速道路は常磐自動車道土浦北インターチェンジが最寄り。
一般国道
- 国道125号

主要地方道
- 茨城県道53号つくば千代田線

一般県道
- 茨城県道199号小野土浦線
- 茨城県道200号藤沢豊里線
- 茨城県道201号藤沢荒川沖線
- 茨城県道236号筑波公園永井線